# Фейзуллаєв Рафік Бабаш огли
Рафік Бабаш огли Фейзуллаєв (10 вересня 1943, місто Баку, тепер Азербайджан) — радянський азербайджанський діяч, міністр народної освіти Азербайджанської РСР. Член Центральної контрольної комісії КПРС та член Президії ЦКК КПРС у 1990—1991 роках. Доктор фізико-математичних наук.

## Життєпис
Народився в родині службовця. 
У 1965 році закінчив Азербайджанський державний університет імені Кірова.
У 1965—1967 роках — молодший науковий співробітник Інституту математики і механіки Академії наук Азербайджанської РСР.
У 1967—1970 роках — аспірант Харківського інституту радіоелектроніки.
Член КПРС з 1968 року.
У 1970—1983 роках — вчений секретар, заступник директора із наукової роботи Інституту математики і механіки Академії наук Азербайджанської РСР.
У 1983—1988 роках — 1-й заступник міністра вищої і середньої спеціальної освіти Азербайджанської РСР.
У 1988—1989 роках — заступник міністра народної освіти Азербайджанської РСР.
У 1989 — 11 серпня 1992 року — міністр народної освіти Азербайджанської РСР (Азербайджанської Республіки).
З 15 вересня 1992 року — заступник міністра оборони Азербайджанської Республіки з військової освіти та підготовки кадрів у закордонних країнах.
Подальша доля невідома.